# (107805) Saibi
(107805) Saibi est un astéroïde de la ceinture principale.

## Description
(107805) Saibi est un astéroïde de la ceinture principale. Il fut découvert le 21 mars 2001 à Kuma Kogen par Akimasa Nakamura. Il présente une orbite caractérisée par un demi-grand axe de 2,41 UA, une excentricité de 0,12 et une inclinaison de 5,3° par rapport à l'écliptique.

## Compléments